# Luxo Junior
Luxo Junior (Luxo Jr.) è un cortometraggio d'animazione del 1986 scritto, diretto e co-prodotto da John Lasseter.
Il corto è la prima opera artistica della Pixar, realizzata dopo che Lasseter ed Edwin Catmull avevano lasciato la Lucasfilm. Il film ha come protagonista la lampada Luxo Junior, in seguito diventata la mascotte della Pixar.
Il film fu completato in quattro mesi e mezzo di lavoro incessante, in modo che fosse pronto in tempo per la presentazione al SIGGRAPH del 1986; in tale occasione il pubblico si alzò in piedi per applaudire ancor prima che finisse la proiezione. Luxo Junior è considerato una svolta nell'intero settore dell'animazione, cambiando l'interpretazione tradizionalista dell'animazione al computer; fu la prima opera a utilizzare l'animazione procedurale, il software scritto da Eben Ostby. Fu candidato per l'Oscar al miglior cortometraggio d'animazione, diventando il primo film in CGI candidato all'Oscar. Nel 2014 fu ritenuto "culturalmente, storicamente o esteticamente significativo" dalla Biblioteca del Congresso e selezionato per la conservazione nel National Film Registry.

## Trama
In una stanza buia, una grande lampada da tavolo di nome Luxo vede una piccola palla che rotola verso di lui. La guarda con curiosità e la spinge via, ma la palla torna da lui. La spinge via di nuovo, ma la palla gli rotola accanto mentre Luxo Junior, il suo vivace figlio, salta e gioca con la palla. Luxo Junior quindi si bilancia sulla palla e la schiaccia, facendola sgonfiare. Dopodiché capovolge la palla sgonfia su un lato e guarda Luxo, che ammonisce gentilmente suo figlio. Luxo Junior quindi salta fuori dallo schermo per la vergogna, ma in seguito viene visto giocare con una palla da spiaggia. Luxo guarda la telecamera, quindi scuote la testa imbarazzato.

## Produzione

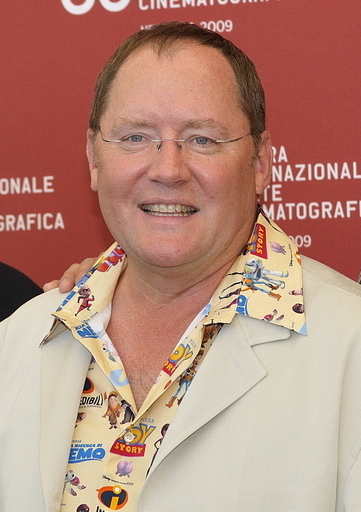
John Lasseter nel 2009

Il piccolo dipartimento di animazione della neonata Pixar – composto da John Lasseter, più gli sforzi di supporto part-time di diversi scienziati grafici – non era mai stato pensato per generare profitti per quanto riguardava l'amministratore delegato Steve Jobs. Edwin Catmull e Alvy Ray Smith, rispettivamente presidente e vicepresidente esecutivo, giustificarono la sua esistenza sulla base del fatto che più film mostrati al SIGGRAPH come Le avventure di André & Wally B. (1984) avrebbero promosso i computer dell'azienda. Il gruppo non aveva avuto alcun film al SIGGRAPH nel 1985, il suo ultimo anno sotto l'ala di George Lucas, a parte una sequenza di cavalieri in vetrate colorate prodotta per Piramide di paura. Catmull era determinato a fare in modo che la Pixar realizzasse un film da mostrare al suo primo SIGGRAPH come azienda indipendente nell'agosto del 1986. Luxo Junior fu prodotto da Lasseter come dimostrazione delle capacità del Pixar Image Computer.
Il film studentesco di Lasseter alla CalArts, The Lady and the Lamp, applicava l'osservazione di Walt Disney secondo cui dare qualità realistiche a oggetti inanimati aveva un potenziale comico. Luxo Junior mostrava tuttavia un'ulteriore intuizione: che gli oggetti inanimati come personaggi avevano anche il potenziale per un valore drammatico. Il film sarebbe nato dagli esperimenti di Lasseter con la modellazione della sua lampada Luxo. Aveva sentito un'ispirazione quando un giorno il collega Tom Porter aveva portato il figlioletto Spencer al lavoro e Lasseter, giocando con il bambino, era rimasto affascinato dalle sue proporzioni. Lasseter si rese conto che la testa di un neonato era enorme rispetto al resto del corpo; lo trovò divertente e iniziò a chiedersi che aspetto avrebbe avuto una lampada giovane. Giocherellava con le dimensioni di tutte le parti del suo modello Luxo – tutte tranne la lampadina, poiché le lampadine provengono da un negozio e non crescono, ragionò – e ne emerse con un secondo personaggio, Luxo Junior.
Lasseter inizialmente pensò a Luxo Junior come a uno studio di un personaggio senza trama. Quando mostrò alcuni primi test a un festival di animazione a Bruxelles, il rispettato animatore belga Raoul Servais lo esortò: "Non importa quanto sia breve, dovrebbe avere un inizio, una parte centrale e una fine. Non dimenticare la storia". Lasseter protestò dicendo che il film sarebbe stato troppo breve per una storia. "Puoi raccontare una storia in dieci secondi", rispose Servais. Lasseter quindi elaborò una trama semplice in cui le due lampade avrebbero giocato con una palla gonfiabile. Tra i film mostrati al SIGGRAPH nel 1985, Lasseter ammirò in particolare un cortometraggio intitolato Tony de Peltrie, che proveniva da un gruppo dell'Università di Montréal; presentava un personaggio umano sorprendentemente espressivo, un pianista anziano che intratteneva mentre rifletteva interiormente su giorni migliori, cosa che ispirò il film.
Oltre al valore promozionale sperato del film, Catmull e Smith razionalizzarono il progetto come un test di self-shadowing nel software di rendering, ovvero la capacità degli oggetti di proiettare luce e ombre su se stessi. Prima del self-shadowing, le ombre in CGI venivano create aggiungendo una versione appiattita e oscurata dell'oggetto in ombra. A livello tecnico, il film dimostra l'uso di shadow mapping per simulare la luce e l'ombra mutevoli fornite dalle lampade animate. Le luci e le superfici colorate di tutti gli oggetti sono calcolate, ciascuna utilizzando uno shader di superficie RenderMan, non texture mapping. L'articolazione degli "arti" è attentamente coordinata e i cavi di alimentazione scorrono in modo credibile dietro le lampade in movimento.
Poiché il tempo e i soldi scarseggiavano, Lasseter ridusse l'ambientazione ai suoi elementi più semplici. Lo sfondo sarebbe stato completamente nero e non ci sarebbero stati movimenti di macchina. Le sue energie si sarebbero piuttosto concentrate sull'elaborazione di tecniche basate sui principi classici dell'animazione per trasmettere emozioni. Sebbene i personaggi fossero senza volto e senza parole, Lasseter diede forma a sottigliezze come la velocità dei salti di Luxo Junior e il modo in cui muoveva la testa per trasmettere in un istante quando egli provava gioia e quando si sentiva triste. Catmull e Lasseter lavorarono incessantemente e Lasseter portò persino un sacco a pelo al lavoro e dormì sotto la sua scrivania, pronto a ricominciare a lavorare presto la mattina successiva.

## Distribuzione e accoglienza
«Non appena la lampada si mosse, la gente iniziò a impazzire. E poi arrivò la palla, e tutti impazzirono. Povero Gary Rydstrom, il suo meraviglioso lavoro sonoro non fu mai ascoltato a quella proiezione perché la folla stava letteralmente urlando a squarciagola.»

— Craig Good, riflettendo sul debutto del corto al SIGGRAPH
Luxo Junior debuttò al SIGGRAPH nella Dallas Convention Center Arena, dove il pubblico di seimila persone riconobbe immediatamente il cortometraggio come una svolta. Prima che la proiezione finisse, la folla si era già alzata in piedi per applaudire. «Il reparto marketing della Pixar non si sforzò di sottolineare che nessuna parte del film, nemmeno un singolo fotogramma, era stata renderizzata su un Pixar Image Computer», scrisse David Price nel suo libro The Pixar Touch. Il pubblico rimase affascinato dall'aspetto molto più realistico rispetto a Le avventure di André & Wally B.. Più significativo del suo fotorealismo, tuttavia, fu il suo realismo emotivo. «È stato forse il primo film di animazione al computer che ha permesso agli spettatori di dimenticare di stare guardando un'animazione al computer», scrisse Price.
In seguito, Lasseter vide Jim Blinn, un collega professionista di lunga data, avvicinarsi a lui, ovviamente pronto a una domanda. Lasseter si preparò a una domanda sull'algoritmo di shadowing o su qualche altro problema tecnico recondito di cui sapeva altrettanto poco. Blinn chiese invece se la lampada grande fosse la madre o il padre. Lasseter si rese quindi conto di essere riuscito ad applicare il tocco Disney di pensiero ed emozione ai suoi personaggi.
(Edwin Catmull, Computer Animation: A Whole New World, 1998, p. 11.)
A partire dal settembre 1987 Luxo Junior fu distribuito limitatamente nei cinema statunitensi dalla Expanded Entertainment come parte dell'antologia di cortometraggi animati The 20th International Tournee of Animation. Il 19 ottobre 1989 fu distribuito nei cinema italiani come parte dell'analoga antologia Mondocartoon. Il 24 novembre 1999 fu distribuito nei cinema statunitensi abbinato a Toy Story 2 - Woody e Buzz alla riscossa; in questa versione, poi inserita nelle edizioni VHS e DVD del lungometraggio, Luxo Junior è preceduto dal messaggio "Nel 1986 la Pixar Animation Studios produsse il suo primo film. Ecco perché abbiamo una lampada saltellante nel nostro logo".

### Edizioni home video
Nel 1996 Luxo Junior fu inserito come extra nell'edizione deluxe in Laserdisc di Toy Story - Il mondo dei giocattoli e nella VHS Tiny Toy Stories, distribuite in America del Nord dalla Walt Disney Home Video. Successivamente fu incluso in tutte le edizioni VHS e DVD-Video di Toy Story 2 - Woody e Buzz alla riscossa uscite nell'ottobre 2000.
Una versione rimasterizzata in alta definizione, con un commento audio opzionale di John Lasseter, Eben Ostby e William Reeves, è inclusa nella raccolta I corti Pixar collection - Volume 1, uscita in DVD e Blu-ray Disc nell'autunno del 2007; tramite uno degli Easter egg è possibile vedere anche la versione di prova del cortometraggio.

## Riconoscimenti
- 1987 – Premio Oscar[17]
  - Candidatura al miglior cortometraggio d'animazione a John Lasseter e William Reeves
- 1987 – Festival internazionale del film d'animazione di Annecy[18]
  - Migliore animazione al computer in 3D a John Lasseter
- 1987 – Festival di Berlino[19]
  - Orso d'argento, premio della giuria (cortometraggi) a John Lasseter e William Reeves
- 1987 – World Animation Celebration
  - Migliore animazione al computer a John Lasseter e William Reeves
- 1987 – Festival internazionale dell'animazione di Ottawa
  - Candidatura al miglior film sotto i 5 minuti a John Lasseter e William Reeves
- 1987 – Festival internazionale dell'animazione di Hiroshima
  - Miglior film sotto i 5 minuti a John Lasseter e William Reeves

## Altri media
I personaggi e l'ambientazione del cortometraggio sono stati riutilizzati nel 1991 in quattro sketch realizzati dalla Pixar per il programma televisivo Sesamo apriti, in cui vengono insegnati alcuni concetti basilari come le differenze tra leggero e pesante e tra su e giù; gli sketch sono stati inclusi come Easter egg nella raccolta home video I corti Pixar collection - Volume 1.